# Sikorsky S-38
Сикорский S-38 (англ. Sikorsky S-38) — американский двухмоторный самолёт-амфибия (летающая лодка). Разработан и производился предприятием Sikorsky Aircraft. Серийное производство — с 1928 по 1930 г. Выпущено более ста самолётов. Sikorsky S-38 стал самым массовым серийным самолётом Игоря Сикорского.

## Разработка и производство
В 1923 году Игорь Сикорский основал фирму Sikorsky Aero Engineering Corp. основу компании составили русские авиаконструкторы, оказавшиеся в эмиграции.  Фирма Сикорского наряду с сухопутными самолетами проектировала и строила гидропланы. Самолёт Sikorsky S-38 был развитием предыдущих амфибий Сикорского- Sikorsky S-34 и S-36. Главное внимание при создании нового самолета, кроме обеспечения максимальной безопасности пассажиров было то, чтобы характеристики были не хуже сухопутных самолетов аналогичной вместимости.
Анализ рынка авиаперевозок конца 1920-х годов показал, что требуется авиалайнер больших размеров. В то время не было развитой наземной инфраструктуры, особенно в экзотических местах. Аэропорты были немногочисленными с не всегда качественными покрытиями взлетно-посадочных полос. Сикорский предложил, что аэродромов может и не быть, где есть вода. Это положило началом к созданию гидропланов.  
При проектировании самолета была заложена устойчивость планера на воде и установке моторов с избытком мощности, это давало возможность продолжать полет при отказе одного из двигателей. Также внимание было уделено снижению веса и повышению надежности конструкции. Была применена смешанная конструкция и болтовые соединения. Большое внимание было уделено повышению комфорта пассажиров. Пилотская кабина и пассажирский салон находились вне плоскости вращения винтов, это сразу улучшало психологическое состояние экипажа и пассажиров. Сама кабина была отделана красным деревом, на полу лежал ковер, а потолок был покрыт звукопоглощающим материалом. Окна обеспечивали отличный обзор. Все это обеспечивало пассажирам комфорт как в поездах высшего класса или яхтах.

S-38 - классический пример одновременно летательного аппарата и лодки. Амфибия могла осуществлять посадку как на землю так и на воду, поднималась на берег и опускалась с берега на воду. Гидроплан был двухмоторным  и рассчитан на восемь пассажиров.   

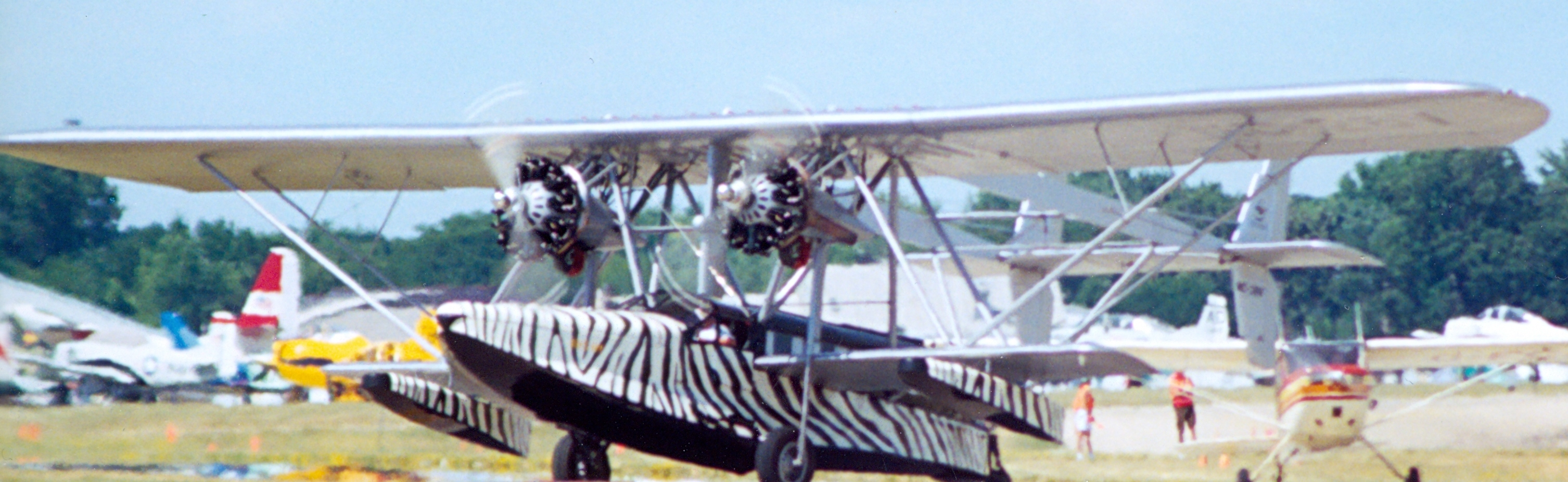
S-38 «Osa’s Ark», принадлежавший кинорежиссёрам Джонсонам

У Сикорского была уверенность в перспективе эксплуатации самолета, Для выигрыша времени на заводе сразу запустили серию в десять машин. Прототип был построен в мае 1928 года. Первый полёт выполнен 26 июня 1928 года, пилотировал самолет шеф-пилот фирмы Борис Сергиевский.
Испытания подтвердили отличные технические показатели самолета. С полным взлетным весом самолет набирал высоту 300 м менее чем за одну минуту. Максимальная скорость составляла 210 км/ч. На крейсерской скорости 160 км/ч самолет находился в воздухе 6 часов. Во время испытаний S-38 пилотировали ведущие летчики различных авиакомпаний и военные. Мнение всех было единогласным - S-38 лучшая из машин в своем классе. 
В августе начались серийные поставки новой амфибии. Первые две партии по десять самолетов были выкуплены  очень быстро. Компания Pan American Airways выступила одним из первых заказчиков машины и занимала первое место по количеству приобретенных экземпляров. Два самолёта были заказаны ВМС США. 
S-38 покупали многие американские и зарубежные авиакомпании. Большое количество самолетов закупили ВВС и ВМФ США. В армейской авиации самолеты получили обозначение C-6A, а на флоте PS-2. Самолет удовлетворял самым разнообразным требованиям заказчика, мог эксплуатироваться в различных климатических зонах, в самых глухих местах вдали от аэродромов и баз. 
Успехи эксплуатации подстегивали спрос. Вскоре количество заказов стал превышать физические возможности компании. Сикорский провел расширение компании и начал строительство нового завода в штате Коннектикут. Место было выбрано не случайно рядом располагался аэродром и акватория. К весне 1929 года новый завод был запущен. Это был лучший завод в США на то время. Здесь были просторные корпуса с современным оборудованием, светлые удобные залы для конструкторов. Производство было конвейерным. 
Производство S-38 велось на двух заводах: Sikorsky Manufacturing Corporation (Лонг-Айленд, Нью-Йорк) и Sikorsky Aviation Corporation (Бриджпорт, Коннектикут). В течение 1929-1930-х годов два завода были полностью загружены производством самолета-амфибии. Всего выпущено 101 (по другим источникам — 114) самолётов. До нашего времени не  сохранилось ни одного оригинального экземпляра S-38. В 1998 году авиалюбители США изготовили летающую точную копию S-38C, которая демонстрируется на различных авиашоу.

## Конструкция
Sikorsky S-38 - двухмоторный восьмиместный самолет-амфибия смешанной конструкции.
Фюзеляж - лодка с килеватым днищем прямоугольного сечения. Силовой набор выполнен из дерева. Обшивка гладкая из алюминиевого сплава. В длинном носовом отсеке фюзеляжа располагалось почтово-багажное отделение и отсек с бронзовым якорем и линем. После носового отсека двухместная кабина экипажа с двойным управлением. Далее водонепроницаемый пассажирский салон с плетенными креслами с подлокотниками. Кабина пилотов отделялась от пассажирского салона раздвижной перегородкой. Вдоль всего салона были установлены длинные прямоугольные окна из небьющегося стекла. Внутрь салона пассажиры попадали по лестнице через люк в потолке задней части фюзеляжа.
Крыло - полутороплан. Размах верхнего крыла в два раза больше, чем нижнее. Крылья в плане прямоугольные с закругленными концами. Конструкция смешанная. Каркас состоит из металлических и деревянных деталей. Обшивка полотняная. Верхнее крыло расположено над фюзеляжем и связано с фюзеляжем системой стоек и распорок. Нижнее крыло крепится к фюзеляжу и соединено с верхним крылом при помощи стоек.
Хвостовое оперение - двухкилевое. Кили и стабилизатор установлены на двух балках закрепленных на верхнем крыле и поддерживаются стойками связанными с хвостовой частью фюзеляжа.
Шасси - двухопорное с хвостовым колесом. На каждой опоре закреплено по одному колесу. На концах нижнего крыла установлены цельнометаллические поплавки. Опоры закреплены на фюзеляже и поднимаются при движении по воде. Система уборки и выпуска опор гидравлическая, она позволяла использовать опоры в качестве домкратов для подъема и опускания самолета при загрузке и обслуживании.
Силовая установка - два поршневых однорядных 9-цилиндровых звездообразных двигателя воздушного охлаждения Pratt & Whitney R-1340 Wasp C мощностью 410 л.с. каждый. Двигатели устанавливались в мотогондолы на стойках между крыльями. Топливные баки располагались в верхнем крыле. Близкое расположение баков от двигателей и малая протяженность трубопроводов обеспечивала бесперебойное питание и надежность работы силовой установки. Воздушные винты двухлопастные.

## Эксплуатация
Самолёт эксплуатировался следующими авиакомпаниями и организациями:
- American Airways эксплуатировала самолет-амфибию на линиях в районе Великих Озер и в Канаде.
- Andean Corporation
- Canadian Colonial Airways
- Colonial Western Airways
- CNAC - китайская авиакомпания эксплуатировала три самолета в 1930-х годах.
- Creole Petroleum Corporation
- Curtiss Flying Service - обслуживала трассы из Бостона в города Новой Англии.
- Inter-Island Airways of Hawaii - четыре самолета S-38C связывали столицу Гавайских островов Гонолулу с от удалёнными островами архипелага. Самолеты летали на линиях до 1947 года.
- New York, Rio, and Buenos Aires Line (NYRBA)
- NYRBA do Brasil
- Northwest Airways - эксплуатировала самолеты в северо-западных штатах США и в западных провинциях Канады.
- Pan American Airways
- Pan American Petroleum Company
- Panair do Brasil - обслуживали почтово-пассажирские линии Атлантического побережья Северной Бразилии, также эксплуатировались на Амазонской магистрали и в Канаде[1].
- Scadta — Colombia

- Western Air Express - возила пассажиров и почту из Лос-Анжелеса на остров Каталина.

Pan American. Коммерческая эксплуатация S-38А началась 31 октября 1928 года. Три самолета авиакомпании Pan American работали на линии Майами - Гавана. Всего в составе авиакомпании насчитывалось 38 самолетов-амфибий различных версий. С мая 1929 года в авиакомпанию стали поступать самолеты модификации S-38B с улучшенной аэродинамикой и увеличенным запасом топлива. С помощью этих самолетов авиакомпания начала целенаправленное освоение трасс  в Карибском регионе. Линия из Гаваны была продлена до Гаити, в Пуэрто-Рику, на Малые Антильские острова и до Суринама. Также открылись рейсы из Майами в Центральную Америку. Авиакомпания была монополистом на линиях из США в Латинскую Америку. На трасах авиакомпании эти самолеты эксплуатировались до 1940 года. Дочернее предприятие Pan America - авиакомпании New York Airways открыла линии из Нью-Йорка на курорты Лонг-Айленда, в Атлантик-Сити, Вашингтон и Балтимор. 
Военными эксплуатантами самолёта были США (армейская авиация, ВВС и Корпус морской пехоты), также ВВС Чили.
Известные частные владельцы самолёта — Говард Хьюз, Чарльз Линдберг, кинорежиссёры Мартин и Оса Джонсон.

## Лётно-технические характеристики
- Экипаж: 2
- Пассажировместимость: до 7 чел
- Длина: 12,27 м
- Размах крыльев: 21,85 м
- Высота: 4,22 м
- Вес (пустой): 2 727 кг

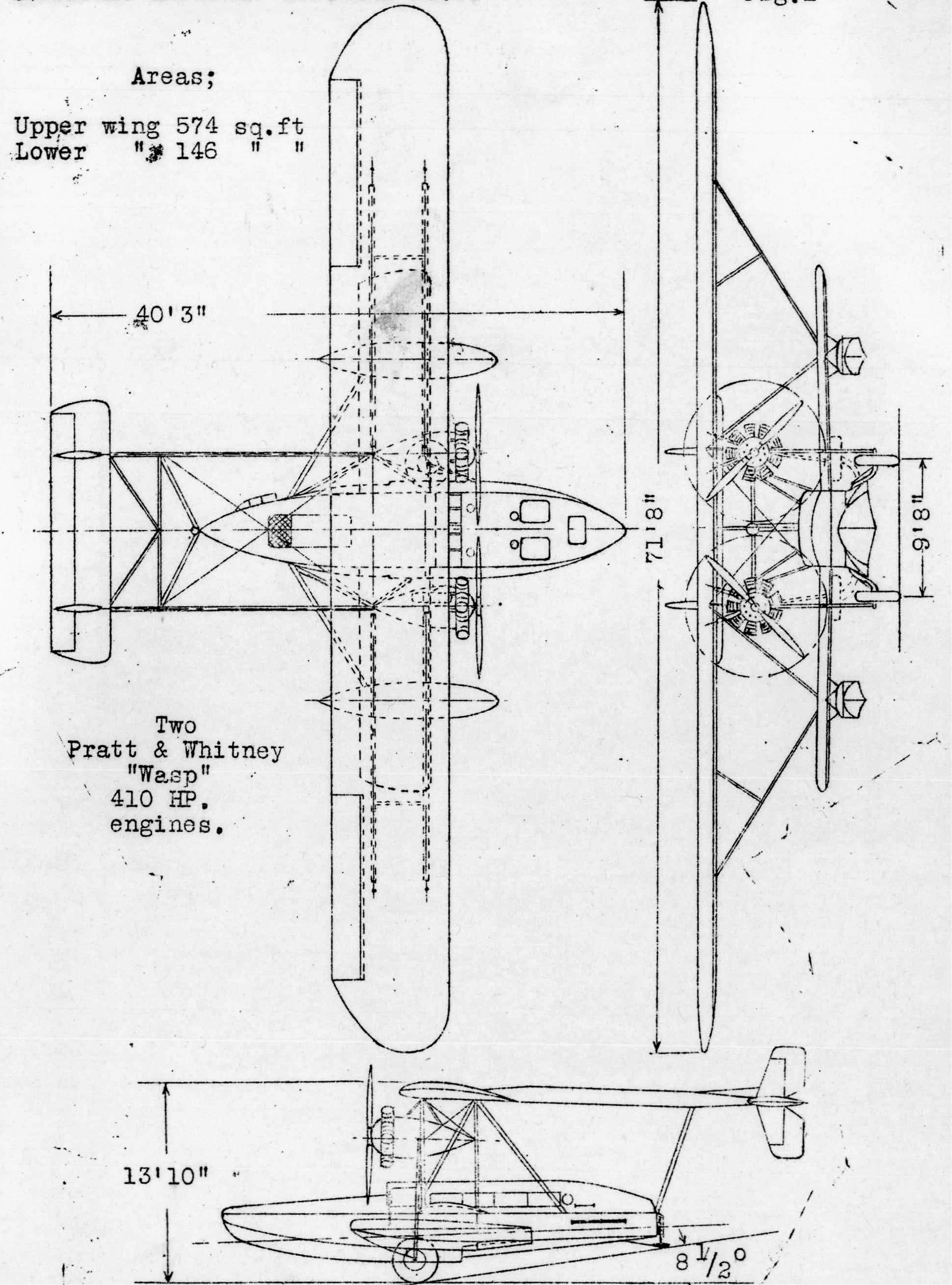
Sikorsky S-38

- Вес (максимальный взлётный): 4 764 кг
- Силовая установка: 2×ПД Pratt & Whitney R-1340 Wasp, 9-цилиндровый звездообразный, мощность 400 л.с каждый.
- Максимальная скорость 192 км/ч
- Дальность: 1 200 км
- Практический потолок: 4 878 м